# SPP Canada Aircraft, Inc.
SPP Canada Aircraft, Inc.（エスピーピー カナダ エアクラフト）は、カナダの日系企業。

## 概要
住友精密工業株式会社により、民間航空機向け降着装置事業の北米拠点として、カナダオンタリオ州ハミルトン市に100%出資の現地法人「SPP Canada Aircraft, Inc.」として設立された企業である。